# ファイナルファンタジーXII オリジナル・サウンドトラック
『ファイナルファンタジーXII オリジナル・サウンドトラック』（ファイナルファンタジートゥエルブ オリジナル・サウンドトラック、FINAL FANTASY XII Original Soundtrack）は、『FINAL FANTASY XII』のサウンドトラックである。2006年5月31日にソニー・ミュージックディストリビューションからリリースされた。

## 収録曲

### ディスク1
1. ループデモ
2. FINAL FANTASY 〜FFXIIバージョン〜
3. オープニング・ムービー（FINAL FANTASY XIIのテーマ）
4. 潜入
5. ボス戦
6. 幻聴
7. 秘密の練習
8. 小さな幸せ
9. 王都ラバナスタ/市街地上層
10. パンネロのテーマ
11. 空賊への夢
12. 小悪党
13. 東ダルマスカ砂漠
14. レベルアップ!
15. 童心
16. 共存 (帝国バージョン)
17. 変化の兆し
18. ミッション開始
19. ラバナスタ・ダウンタウン
20. ミッション失敗
21. 静かなる決意
22. 西ダルマスカ砂漠
23. クラン本部
24. 小さな拾い物
25. ギーザ草原
26. パンネロとの別れ
27. ガラムサイズ水路
28. 予兆
29. 騒乱
30. ナルビナ城塞市街地

### ディスク2
1. 王女の幻影
2. 剣の一閃
3. 勝利のファンファーレ 〜FFXIIバージョン〜
4. 深淵
5. 暗雲 (帝国バージョン)
6. バルフレアとの約束
7. ゲームオーバー
8. ナルビナ城塞地下雑居房
9. 蛮族
10. 戦いのドラム
11. 帝国のテーマ
12. チョコボFFXIIアレンジ Ver.1
13. バルハイム地下道
14. 悲哀 (解放軍バージョン)
15. バッシュの回想
16. 共存 (解放軍バージョン)
17. 空中都市ビュエルバ
18. 魔石の秘密
19. 闇夜 (帝国バージョン)
20. 言葉無き戦い
21. 戦艦リヴァイアサン艦橋
22. 帝国への挑戦
23. 切迫する事態
24. 動乱 (帝国バージョン)
25. レイスウォール王墓

### ディスク3
1. 大砂海
2. 召喚獣戦
3. 悲哀 (帝国バージョン)
4. 求めし力
5. 死闘
6. ガリフの地ジャハラ
7. オズモーネ平原
8. ゴルモア大森林
9. エルトの里
10. 本当に子供なんだから…。
11. チョコボ 〜FFXIIバージョン〜
12. 迫る脅威
13. ビッグブリッジの死闘 〜FFXIIバージョン〜
14. 捨て去りし力
15. ミリアム遺跡
16. 安息の時
17. 白い部屋
18. サリカ樹林
19. フォーン海岸
20. 宿命
21. ソーヘン地下宮殿
22. 一時の休息
23. 水のほとり
24. モスフォーラ山地

### ディスク4
1. セロビ大地
2. 召喚
3. 港町バーフォンハイム
4. 仮眠
5. ゼルテニアン洞窟
6. 追憶の地
7. 忘れ去られし都
8. 幻妖の森
9. アーシェのテーマ
10. ギルヴェガンの謎
11. 神々の場所へ
12. 終局の始まり
13. 頂上へ
14. 空中要塞バハムート
15. 揺れるバハムート
16. 自由への闘い
17. 闘いの結末
18. エンディング・ムービー
19. Kiss Me Good-Bye -featured in FINAL FANTASY XII-
20. 交響詩「希望」Symphonic Poem "Hope" 〜FINAL FANTASY XII PV ver.〜
21. FINAL FANTASY XIIのテーマ (制作発表会バージョン)